# エリファレット・ダイアー
エリファレット・ダイアー（英: Eliphalet Dyer、1721年9月14日-1807年5月13日）は、アメリカ、コネチカット植民地ウィンダム出身の弁護士、法学者、および政治家である。大陸会議の多くの会期でコネチカットの代表を務めた。

## 伝記
ダイアーはウィンダムで生まれ、イェール大学に入学し、1740年に卒業した。法律を勉強し、1746年に法廷弁護士として認められた。民兵隊にも入隊し、1747年には治安判事に選出され、植民地議会議員になった。サスケハナ川やワイオミング・バレー地域の土地開発計画の幾つかにも関わった。
フレンチ・インディアン戦争のとき、ダイアーは民兵隊の中佐を務めた。1755年にフランスからクラウン・ポイントを奪取した遠征隊に参加した。1758年、ダイアーは大佐として、ジェフリー・アマーストやジェームズ・ウルフのカナダ遠征を支援する連隊を率いた。
1763年、ダイアーは「サスケハナ土地会社」の代理人としてロンドンを訪れたが、ワイオミング地域に対する植民地事業の権利を取得することに失敗した。1765年、コネチカット植民地はニューヨーク市で開催された印紙法会議にダイアーを派遣した。この抗議のための会議はアメリカ革命の重要な前触れになった。1766年、ダイアーはコネチカット最高裁判所の判事に選ばれ、この職を1793年まで続け、1789年以降は首席判事になった。
アメリカ独立の動きが始まると、ダイアーはコネチカットの「安全委員会」委員に指名され、1774年の第一次大陸会議代表にも指名された。大陸会議には1774年から1775年、1777年から1779年おおよび1782年から1783年の会期を務めた。ジョン・アダムズはその日記でダイアーのことを「...長ったらしくて回りくどい、曖昧でぼやけている、大変おしゃべりで大変退屈、しかし正直で、価値ある男であり、本気であり良く判断する」と特徴付けていた。
ダイアーは1793年に公職から身を引いた。1807年5月13日にウィンザーの自宅で死に、ウィンダム墓地に埋葬されている。娘のアメリアはダイアーと共にコネチカットの代表として大陸会議に務めたジョセフ・トランブルと結婚した。